# Starfix
 (décembre 2021).
 (février 2012).
Starfix est un ancien magazine de cinéma consacré au cinéma de genre, notamment aux films de science-fiction et d'horreur. Il s'intéressait aussi bien aux productions hollywoodiennes qu'aux films à petit budget ou film d'auteur.
1983 : Les fondateurs de la société d'édition Scherzo Vidéo décident de fonder le magazine Starfix. Ils forment le comité de rédaction, composé entre autres de Christophe Gans, Nicolas Boukhrief, Doug Headline, Frédéric-Albert Lévy, François Cognard… Daniel Bouteiller assurait la documentation iconographique.
C'est en janvier 1983 que paraît le premier numéro du magazine, avec une couverture consacrée à Dark Crystal.
Promu directeur de la publication, Christophe Gans n'a encore que 22 ans. Il est pourtant l'un des aînés de la rédaction.
Des cinéastes comme David Cronenberg, Dario Argento, John Carpenter ou Brian De Palma sont les chevaux de bataille du magazine.
De nombreux collaborateurs ont pendant les belles années de Starfix, étoffé l'équipe initiale : Hélène Merrick, Alexandre Grenier, Guilaine Chenu, Christophe Lemaire, Jean-François Tarnowski...
Le journal parait régulièrement, mais les recettes publicitaires sont trop faibles par rapport au niveau des ventes insuffisant, et le journal doit stopper sa diffusion, en 1990.
Pendant cette période, Starfix publie également des Hors-série, le premier (1983) étant consacré entièrement à la sortie du film Le Retour du Jedi, et le deuxième (1984) à Gwendoline.
1998:  Sous l'impulsion de Patrice Girod, directeur de publication de la société Courleciel SARL, déjà éditrice depuis 1995 du Lucasfilm Magazine (le magazine officiel de Star Wars pour tous les pays francophones), une nouvelle version du magazine voit le jour, avec pour nom Starfix Nouvelle Génération.
Le magazine devient un bimestriel et le dessinateur Olivier Vatine offre à chaque numéro un dessin de "Bonnie" (la pin-up, mascotte de la revue). Une équipe rédactionnelle entièrement renouvelée est mise en place. De tous les anciens rédacteurs du magazine original, seul Christophe Lemaire contribuera à cette nouvelle version. Le rédacteur en chef pour les deux premiers numéros, David Oghia, est remplacé à partir du troisième par Piéric Guillomeau. Après 17 numéros, cette version du magazine de cinéma voit son dernier numéro paraître en mars 2001.
Novembre 2011:  Starfix renaît une nouvelle fois, pour devenir une société de production de films, Starfix Productions.
L'un de ses créateurs est Patrice Girod, et la société ambitionne de produire notamment des films de genre, en œuvrant avec des professionnels aguerris, comme en valorisant les nouveaux talents. Starfix Productions cultive cette dualité puisque la société cherche à renforcer son identité française, tout en conservant une certaine ouverture envers les projets à l'international. Avec pour profession de foi l'objectif de demeurer fidèle à la ligne éditoriale du magazine Starfix d'origine, devenu "culte" depuis les années 80.
2023: A l'occasion du 40ème anniversaire de la revue, Starfix fait l'objet d'un numéro spécial, dénommé Starfix 2023. L'équipe historique du magazine (Christophe Gans, Doug Headline, Frédéric-Albert Lévy, Christophe Lemaire, Hélène Merrick) est reformée, avec la contribution de rédactrices et rédacteurs réguliers du site Chaos Reign. Ce numéro qui présente deux couvertures réversibles, l'une consacrée au nouvel Indiana Jones, l'autre au film indien RRR, bénéficie d'une campagne de souscription sur KissKissBankBank du 31 mars au 6 mai 2023. La sortie de Starfix 2023 est a lieu le 7 juillet 2023.